# Fumo nero all'orizzonte
Fumo nero all'orizzone - Il MAS che sfidò la corazzata è un film documentario per la TV del 2008, diretto da Chiara Sambuchi, Luca Ricciardi e Marco Visalberghi. 
Il film tratta di Luigi Rizzo, protagonista dell'impresa di Premuda.

## Trama
Durante la prima guerra mondiale, un paio di siluri, lanciati dal MAS del capitano siciliano della Regia Marina Luigi Rizzo la notte tra il 9 e il 10 giugno 1918 fanno affondare la corazzata austriaca Santo Stefano, vanto della marina austroungarica. Un'impresa eroica filmata dagli stessi operatori della Marina austriaca.